# Axel Sjöberg
Axel Sjöberg est un footballeur suédois né le 8 mars 1991 à Stockholm. Il joue au poste de défenseur central.

## Biographie

### En club
Le 15 janvier 2015, Sjöberg est repêché en 19e position par les Rapids du Colorado lors de la MLS SuperDraft 2015.

## Palmarès
Vierge